# Mason Plumlee

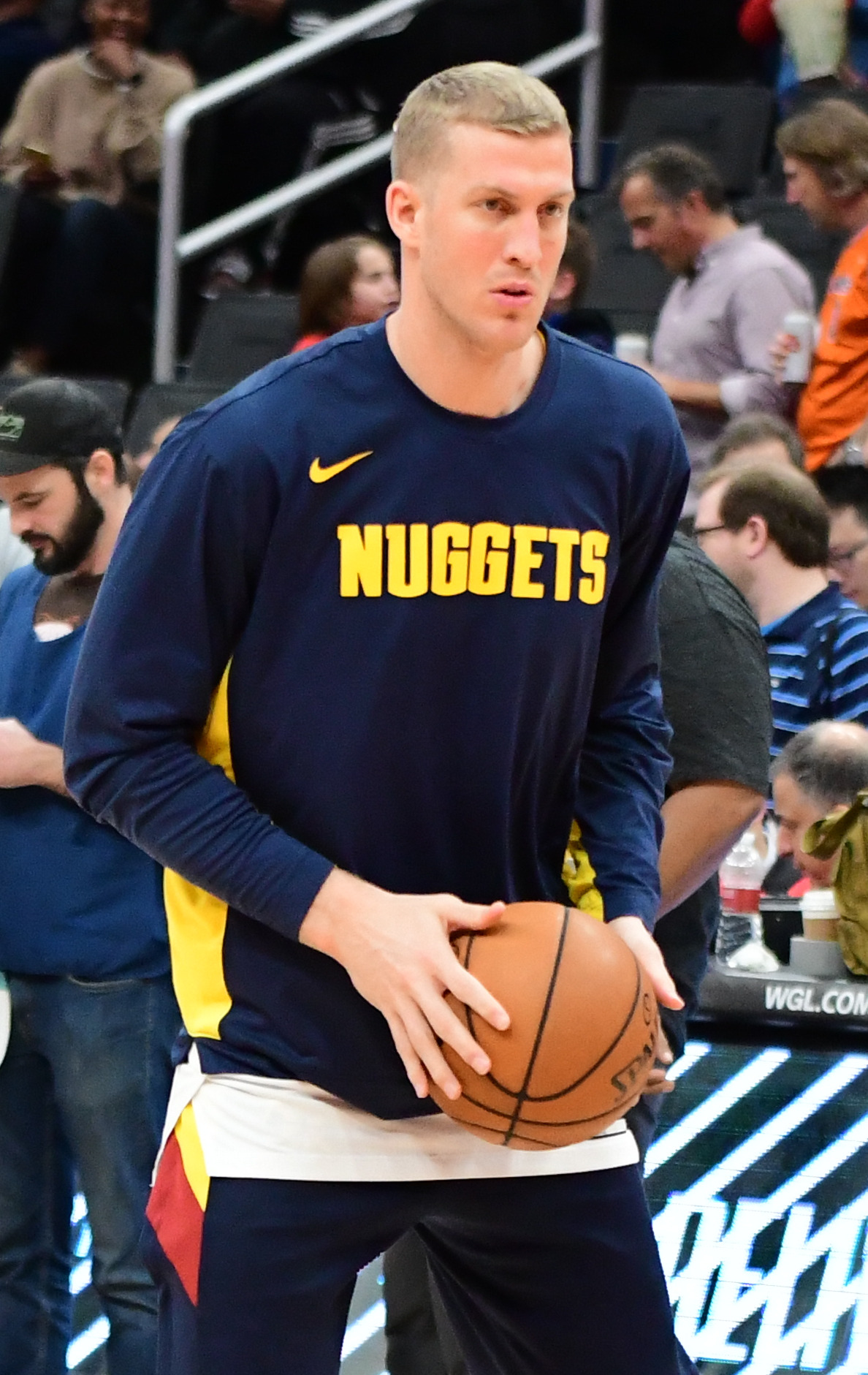
Mason Plumlee, 2020.

Mason Alexander Plumlee, född 5 mars 1990 i Fort Wayne i Indiana, är en amerikansk professionell basketspelare (C/PF) som spelar för Charlotte Hornets i National Basketball Association (NBA). Han har tidigare spelat för Brooklyn Nets, Portland Trail Blazers, Denver Nuggets, Detroit Pistons, Los Angeles Clippers och Phoenix Suns.
Plumlee draftades av Brooklyn Nets i första rundan i 2013 års draft som 22:a spelare totalt.
Innan han blev proffs studerade Plumlee vid Duke University och spelade för deras idrottsförening Duke Blue Devils.
Han är bror till Marshall Plumlee och Miles Plumlee.